# Ансу Фаті
Ансумане Фаті,  більш відомий як Ансу Фаті (порт. Ansu Fati; нар. 31 жовтня 2002, Бісау, Гвінея-Бісау) — іспанський футболіст гвінейського походження, нападник клубу «Барселона» і національної збірної Іспанії.

## Клубна кар'єра

### Барселона
Фаті вступив до юнацької академії «Барселони» 2013 року. Професійний дебют Фаті за «Барселону» відбувся коли йому було 16 років, 9 місяців, і 25 днів, у матчі Ла-Ліги проти «Реалу Бетіс» 25 серпня 2019 року, що закінчився з рахунком 5:2 на користь «Барселони». Він став другим наймолодшим гравцем за віком дебюту у «Барселоні» і його стали розглядати як одного з найвидатніших молодих гравців в історії, а Ліонель Мессі привітав його з дебютом.
У віці 16 років і 304 днів Фаті став наймолодшим автором гола «Барселони» в Ла Лізі, випередивши Бояна Кркіча (17 років і 53 дні) і Ліонеля Мессі (17 років і 331 день), а 10 грудня в рамках 6-го туру Ліги чемпіонів забив переможний м'яч у ворота «Інтернаціонале» і у віці 17 років і 40 днів став наймолодшим гравцем, який забивав на турнірі, побивши рекорд ганця Пітера Офорі-Куає (17 років і 195 днів), що тримався понад 22 роки.
6 липня 2020 року в рамках 34-го туру Ла-Ліги Ансу Фаті забив гол в ворота «Вільярреала», який став 9000-м в історії «Барселони». Загалом за чотири роки провів за каталонську команду 112 матчів у всіх турнірах та забив 29 м'ячів.

### Брайтон енд Гоув Альбіон
1 вересня 2023 року стало відомо, шо англійський «Брайтон енд Гоув» орендував гравця на один сезон без опції викупу, а англійська команда виплачуватиме 80 % заробітної платні іспанцю. Дебютував за новий клуб в АПЛ 16 вересня того ж року у виїзній грі проти «Манчестер Юнайтед» (3:1). Фаті на 64 хвилині замінив Адама Лаллану. Перший м'яч за «Брайтон енд Гоув» забив у 7 турі АПЛ у виїзному матчі проти «Астон Вілли» (1:6).

## Виступи за збірні
У вересні 2020 року 17-річний Ансу Фаті отримав перший виклик в головну збірну Іспанії на матчі проти Німеччини та України в рамках Ліги Націй. В першому з цих поєдинків Фаті дебютував за збірну Іспанії, а в грі зі збірною України Ансумане забив свій перший гол за свою національну команду і став наймолодшим автором голу за збірну Іспанії.

## Статистика виступів

### Статистика клубних виступів
Станом на 26 травня 2024
| Сезон               | Команда             | Чемпіонат           | Чемпіонат | Чемпіонат | Національний кубок | Національний кубок | Національний кубок | Континентальні кубки | Континентальні кубки | Континентальні кубки | Інші змагання | Інші змагання | Інші змагання | Усього | Усього | Усього |
| Сезон               | Команда             | Ліга                | Ігор      | Голів     | Ліга               | Ігор               | Голів              | Ліга                 | Ігор                 | Голів                | Ліга          | Ігор          | Голів         | Ігор   | Голів  |        |
| ------------------- | ------------------- | ------------------- | --------- | --------- | ------------------ | ------------------ | ------------------ | -------------------- | -------------------- | -------------------- | ------------- | ------------- | ------------- | ------ | ------ | ------ |
| 2019–20             | «Барселона»         | ПД                  | 24        | 7         | КІ                 | 3                  | 0                  | ЛЧ                   | 5                    | 1                    | СІ            | 1             | 0             | 33     | 8      |        |
| 2020–21             | «Барселона»         | ПД                  | 7         | 4         | КІ                 | 0                  | 0                  | ЛЧ                   | 3                    | 1                    | СІ            | 0             | 0             | 10     | 5      |        |
| 2021–22             | «Барселона»         | ПД                  | 10        | 4         | КІ                 | 1                  | 0                  | ЛЧ+ЛЄ                | 3+0                  | 1                    | СІ            | 1             | 1             | 15     | 6      |        |
| 2022–23             | «Барселона»         | ПД                  | 36        | 7         | КІ                 | 5                  | 2                  | ЛЧ                   | 8                    | 0                    | СІ            | 2             | 1             | 51     | 10     |        |
| 2023-24             | «Барселона»         | ПД                  | 3         | 0         | -                  | -                  | -                  | -                    | -                    | -                    | -             | -             | -             | 3      | 0      |        |
| Усього за Барселону | Усього за Барселону | Усього за Барселону | 80        | 22        |                    | 9                  | 2                  |                      | 19                   | 3                    |               | 4             | 2             | 112    | 29     |        |
| 2023-24             | «Брайтон енд Гоув»  | ПЛ                  | 19        | 2         | КА+КЛ              | 1+1                | 0+0                | ЛЄ                   | 6                    | 2                    | -             | -             | -             | 27     | 4      |        |
| Усього за кар'єру   | Усього за кар'єру   | Усього за кар'єру   | 99        | 24        |                    | 11                 | 2                  |                      | 25                   | 5                    |               | 4             | 2             | 139    | 33     |        |

### Статистика виступів за збірні
Станом на 6 грудня 2022 року
| Дата       | Місто    | Господарі | Результат               | Гості     | Турнір                                    | Голи | Примітки |
| ---------- | -------- | --------- | ----------------------- | --------- | ----------------------------------------- | ---- | -------- |
| 3-9-2020   | Штутгарт | Німеччина | 1 – 1                   | Іспанія   | Ліга націй УЄФА 2020—2021 - груповий етап | -    | 46'      |
| 6-9-2020   | Мадрид   | Іспанія   | 4 – 0                   | Україна   | Ліга націй УЄФА 2020—2021 - груповий етап | 1    |          |
| 10-10-2020 | Мадрид   | Іспанія   | 1 – 0                   | Швейцарія | Ліга націй УЄФА 2020—2021 - груповий етап | -    | 57'      |
| 13-10-2020 | Київ     | Україна   | 1 – 0                   | Іспанія   | Ліга націй УЄФА 2020—2021 - груповий етап | -    | 58'      |
| 17-11-2022 | Амман    | Йорданія  | 1 – 3                   | Іспанія   | товариський матч                          | 1    | 72'      |
| 1-12-2022  | Ер-Раян  | Японія    | 2 – 1                   | Іспанія   | ЧС 2022 - груповий етап                   | -    | 68'      |
| 6-12-2022  | Ер-Раян  | Марокко   | 0 – 0 д.ч. (3 – 0 п.п.) | Іспанія   | ЧС 2022 - 1/8 фіналу                      | -    | 98'      |
| Усього     |          | Матчів    | 7                       |           | Голів                                     | 2    |          |

| Дата       | Місто     | Господарі  | Результат | Гості              | Турнір                             | Голи | Примітки |
| ---------- | --------- | ---------- | --------- | ------------------ | ---------------------------------- | ---- | -------- |
| 15-10-2019 | Подгориця | Чорногорія | 0 – 2     | Іспанія            | Кваліфікація молодіжного Євро-2021 | -    | 80'      |
| 14-11-2019 | Алькоркон | Іспанія    | 3 – 0     | Північна Македонія | Кваліфікація молодіжного Євро-2021 | -    | 46'      |
| Усього     |           | Матчів     | 2         |                    | Голів                              | 0    |          |

## Титули і досягнення
- Чемпіон Іспанії (2):

«Барселона»: 2022-23, 2024-25
- Володар Кубка Іспанії (2):

«Барселона»: 2020-21, 2024-25
- Володар Суперкубка Іспанії (1):

«Барселона»: 2022
Збірні
- Переможець Ліги націй УЄФА: 2022-23